# Juri Iwanowitsch Fjodorow
Juri Iwanowitsch Fjodorow (russisch Юрий Иванович Фёдоров; * 8. Juni 1949 in Uljanowsk, Russische SFSR) ist ein ehemaliger sowjetisch-russischer Eishockeyspieler. Seit seinem Karriereende arbeitet er als Trainer, derzeit im Nachwuchsbereich von seinem Stammverein  Torpedo Nischni Nowgorod (ehemals Gorki).

## Karriere
Während seiner sowjetischen Zeit spielte der Verteidiger bei Torpedo Gorki. Insgesamt erzielte er 102 Tore in 589 Spielen in der sowjetischen Liga.

### International
Am 11. September 1974 stand er in einem Spiel gegen Finnland zum ersten Mal für die sowjetische Eishockeynationalmannschaft auf dem Eis. Seine internationale Karriere wurde mit den Goldmedaillen bei den Eishockey-Weltmeisterschaften 1975 und 1978 gekrönt. Für die Nationalmannschaft erzielte er 4 Tore in 38 Länderspielen. Am 2. April 1979 bestritt er sein letztes Länderspiel. 1978 wurde er mit der Aufnahme in die „Russische Hockey Hall of Fame“ geehrt.